# Mino washi
Mino washi (美濃和紙?) è un tipo di carta giapponese (washi) prodotto a Gifu, in Giappone. Nel 1985 è stato identificato come "artigianato tradizionale" dal Ministero del commercio internazionale e dell'industria (oggi Ministero dell'economia, del commercio e dell'industria).

## Storia
L'origine di questo tipo di carta giapponese può essere fatta risalire al periodo Nara nel Giappone dell'VIII secolo, quando fu prodotta per la prima volta nella provincia di Mino. Una parte della carta originale è ancora conservata nella casa del tesoro Shōsōin a Nara.
Durante il periodo Heian, i funzionari governativi furono inviati nella zona per stabilire per la prima volta gli standard della carta mino washi, come dimensioni e colore.
Durante la prima parte del periodo Kamakura, la carta Mino washi era relativamente sconosciuta; il suo uso divenne più diffuso durante il periodo Nanboku-chō. Inoltre, il clan Toki, che all'epoca fungeva da governatore (shugo) della provincia di Mino, promosse l'industrie, e la produzione di carta in particolare, per rafforzare l'area e il loro potere. Infatti molti membri del clero e delle classi aristocratiche giapponesi (kuge) visitando l'area di Mino, avrebbero conosciuto e utilizzato la carta, riportandola nelle loro terre d'origine, aumentandone quindi la distribuzione.
Durante il periodo Edo, sono state introdotte regole per la vendita della carta e l'area è ulteriormente fiorita come area di produzione speciale. A mano a mano che l'uso della carta aumentava (incluso lo shōji e altri usi comuni), la produzione aumentava e divenne un articolo noto e richiesto.
Nel 2014 questo tipo di carta è stato inserito nell'elenco dei Patrimoni orali e immateriali dell'umanità dall'UNESCO.